# Jan Scheyfve
Jan Scheyfve (Antwerpen, 1515 - aldaar, 1581) was kanselier van het hertogdom Brabant van 1557 tot 1579.
Scheyfve studeerde rechten te Leuven en behaalde daar, in 1541, het doctoraat. In dat zelfde jaar werd hij schepen van Antwerpen. In 1545 werd hij ook burgemeester van Antwerpen. Van 1550 tot 1553 was hij ambassadeur van keizer Karel V in Engeland. In 1557 werd Jan Scheyfve gekozen tot kanselier van Brabant, zij het met enige tegenkanting. Jan zelf had zware gebreken en stelde zich bij herhaling lichtzinnig en ongemanierd op. Hij nam in 1579 ontslag en ging samen met zijn echtgenote Genoveva van Hoochlande terug naar Antwerpen. Hij ging in het nu verdwenen Fuggershuis langsheen de Steenhouwersvest te Antwerpen wonen tot zijn dood.